# Пыхалов, Игорь Васильевич
И́горь Васи́льевич Пыха́лов (род. 30 октября 1965, Ленинград, СССР) — российский публицист, автор книг, посвящённых сталинской эпохе и деятельности НКВД СССР, создатель интернет-проекта «За Сталина!», автор книг «Великая оболганная война», «Берия и чистка в НКВД», «За что Сталин выселял народы» и др.

## Биография
В декабре 1987 года закончил Ленинградский институт авиационного приборостроения (ныне — ГУАП) и поступил на работу туда же программистом.
Стал кандидатом в члены КПСС и в марте 1988 года вступил в её ряды. Весной 1989 года вошёл в формирующийся Ленинградский народный фронт. В начале 1990 года вступил в Ленинградский городской партклуб (объединение демократических коммунистов). 24—25 февраля 1990 года участвовал в работе I конференции Демократической платформы Ленинграда в качестве делегата. На выборах 4 марта 1990 года баллотировался в депутаты Ленсовета. В мае 1990 года вышел из КПСС.
В августе-сентябре 2014 года Игорь Пыхалов добровольцем воевал в Луганской Народной Республике. С 15 августа — гранатомётчик 2-го взвода 4-й роты батальона «Заря», несколько раз выезжал на передовую.

## Творчество
Основные темы работ: НКВД и МГБ СССР, репрессии 1930—1940-х годов, голод на Украине (1932—1933), депортации народов и другие события истории.
Игорь Пыхалов опубликовал полную статистику осуждённых по чрезвычайному постановлению ЦИК и СНК СССР от 7 августа 1932 года «Об охране имущества государственных предприятий, колхозов и кооперации и укреплении общественной (социалистической) собственности», принятому для борьбы с массовыми хищениями продовольствия в разгар голода 1932—1933 годов по инициативе Генерального секретаря ЦК ВКП(б) И. В. Сталина, и отмечал, что уже к 1936 году было проверено более 115 тыс. дел по данным составам преступления, в более чем 91 тыс. случаев (79 %) применение постановления признано неправильным, и на основании этого было освобождено 37 425 человек, ещё находившихся в заключении, а с уже освобождённых снята судимость. Это помогло внести ясность в реальную суть документа, названного Солженицыным «Законом о трёх колосках».
В своей книге «Великая оболганная война» отмечает, что «развенчивает мифы, окружающие сталинские репрессии», а также даёт оценку событиям, отражённым в фильмах «Последний бой майора Пугачёва», «Штрафбат» и «Сволочи».
В 2021 году совместно с выпускающим редактором сайта «АПН Северо-Запад» Ю. А. Нерсесовым и писателем Е. А. Прудниковой запустил проект «ИстЛяп», направленный на разоблачение исторических ошибок и фальшивок.

## Критика
Доктор исторических наук, профессор Чеченского государственного университета, действительный член Академия наук Чеченской Республики Я. З. Ахмадов называет Пыхалова «просталинским автором» и пишет, что в его исследованиях «либо абсолютно искажается политическая ситуация в Чечено-Ингушетии в годы Великой Отечественной войны, либо приводятся различные оперативные „справки“ без анализа и критического подхода».
Писатель Валерий Есипов отмечал: 

Факты, установленные Виктором Земсковым и другими российскими историками, ныне вошли в научный оборот, они признаны и за рубежом. На них сослался и И. Пыхалов, автор ещё одного характерного отклика на фильм «Последний бой майора Пугачёва». Он называет фильм «ушатом помоев к юбилею Победы», а рассказ Шаламова — «фольклором». При этом И. Пыхалов, не скрывающий своих симпатий к Сталину, апеллирует к телепередаче магаданского писателя и журналиста А. Бирюкова, показанной по местному телевидению в 1995 г. и посвящённой одному из побегов, который мог послужить материалом для шаламовского рассказа. Поскольку среди участников этого побега были бывшие полицаи, И. Пыхалов назвал свою реплику хлёстко — «Последний бой полицая»… Эта явная попытка дискредитации творчества Шаламова — ещё одно печальное недоразумение, связанное с аберрациями восприятия художественного текста. А тема о реальных колымских побегах требует особого разговора.

Пыхалова обвиняли в фальсификации исторических фактов и разжигании межнациональной розни Уполномоченный по правам человека в Чеченской Республике Нурди Нухажиев, философ Вахит Акаев и начальник Архивного управления правительства Чеченской Республики Магомед Музаев.
Статья, опубликованная на интернет-сайте ingushetiya.ru 8 ноября 2007 года под названием «Историк Игорь Пыхалов утверждает, что знает правду о депортации чеченцев и ингушей», указывает на то что она не написана самим Пыхаловым и имеет только оценочное суждение о труде Пыхалова, решением Магасского районного суда Республики Ингушетия от 19 ноября 2009 года включена в Федеральный список экстремистских материалов.
Дважды ездил в Ингушетию, где встречался с руководством республики, беседовал с ветеранами, с местными историками, и в декабре 2016 года публично извинился за оправдание депортации ингушей, указав, что операция «Чечевица» проводилась в отношении Чечено-Ингушской АССР, хотя отношение чеченцев и ингушей к военным событиям и участию в Великой Отечественной войне было различным. В целом процент мобилизованных в РККА и на чеченских, и на ингушских территориях был ниже среднего по СССР, однако с бандитизмом и предательством в Ингушетии следовало разбираться по модели частичного наказания виновных, по модели, которая применялась в Прибалтике против «лесных братьев».

## Избиение
11 ноября 2010 года у подъезда его дома на Пыхалова напали двое неизвестных молодых людей, сломали ему нос и нанесли ушибы. Пыхалов обратился с заявлением в 52-й отдел милиции Красногвардейского РУВД Санкт-Петербурга, а затем был доставлен в Мариинскую больницу. Сам Пыхалов выразил уверенность, что нападение было совершено выходцами с Северного Кавказа и связано с его книгами и статьями, посвящёнными теме депортации чеченцев и ингушей во время Великой Отечественной войны, в частности из-за книги «За что Сталин выселял народы», поскольку нападавшие не разговаривали с ним и не пытались завладеть его вещами. Нападению предшествовал телефонный звонок отцу Пыхалова, у которого узнали, что сына нет дома. Ответственность за это нападение взял на себя Блок «ФАКТ».
Фонд «Историческая память» выступил с официальным обращением, в котором осудил нападение, указав на то, что «избиение не должно становиться аргументом в спорах о трагических страницах отечественной истории» и пожелал Пыхалову «скорейшего выздоровления», а также выразил надежду, что «напавшие на него лица будут найдены и понесут заслуженное наказание».

## Работы

### Книги
- Пыхалов И. В. Спецслужбы США. — Нева, Олма-Пресс, 2002. — 480 с. — (Спецслужбы мира). — 7000 экз. — ISBN 5-7654-1504-0.
- Пыхалов И. В. Великая Оболганная война. — М.: Яуза, Эксмо, 2005. — 480 с. — (Война и мы). — 7000 экз. — ISBN 5-699-10913-7.
- Пыхалов И. В. Великая оболганная война. — М.: Яуза, Эксмо, 2006. — 512 с. — (Русская правда). — 4000 экз. — ISBN 5-699-17121-5.
- Пыхалов И. В., Пыльцын А., Васильченко А. В. Штрафбаты по обе стороны фронта. — М.: Яуза, Эксмо, 2007. — 320 с. — (Военно-исторический сборник). — 7000 экз. — ISBN 978-5-699-24446-1.
- Пыхалов И. В. За что Сталин выселял народы? Сталинские депортации — преступный произвол или справедливое возмездие? — М.: Яуза-Пресс, 2008. — 480 с. — (Сталинский ренессанс). — 5000 экз. — ISBN 978-5-9955-0017-9.
- Пыхалов И. В., Дюков А. Р. Великая оболганная война-2. Нам не за что каяться! — М.: Яуза, Эксмо, 2008. — 432 с. — (Война и мы). — 4000 экз. — ISBN 978-5-699-25622-8.
- Пыхалов И. В. Великая Оболганная война. — М.: Яуза, Эксмо, 2008. — 480 с. — (Война и мы). — 3000 экз. — ISBN 978-5-699-10913-5.
- Мельтюхов М. И., Осокин А., Пыхалов И. В. Трагедия 1941. Причины катастрофы. — М.: Яуза, Эксмо, 2008. — 416 с. — (Военно-исторический сборник). — 5000 экз. — ISBN 978-5-699-27260-0.
- Пыхалов И. В., Дюков А. Р. Великая оболганная война. — М.: Яуза, Эксмо, 2009. — 768 с. — (Военно-исторический бестселлер). — 4000 экз. — ISBN 978-5-699-38561-4.
- Пыхалов И. В., Денисов И. СССР без Сталина. Путь к катастрофе. — М.: Яуза-Пресс, 2009. — 480 с. — (СССР). — 5000 экз. — ISBN 978-5-9955-0092-6.
- Пыхалов И. В. За что Сталин выселял народы? — М.: Яуза-Пресс, 2010. — 480 с. — (Сталинист). — 3000 экз. — ISBN 978-5-9955-0149-7.
- Пыхалов И. В. ЦРУ и другие спецслужбы США. — М.: Эксмо, 2010. — 384 с. — (Энциклопедия спецслужб). — 3000 экз. — ISBN 978-5-699-45021-3.
- Пыхалов И. В., Дайнес В., Абатуров В. Вся правда о штрафбатах. — М.: Яуза, Эксмо, 2010. — 592 с. — 4000 экз. — ISBN 978-5-699-40155-0.
- Пыхалов И. В. Великий оболганный Вождь. Ложь и правда о Сталине. — М.: Яуза-Пресс, 2010. — 478 с. — (Сталинист). — 4000 экз. — ISBN 978-5-9955-0157-2.
- Пыхалов И. В. За что Сталин выселял народы? — М.: Яуза-Пресс, 2011. — 480 с. — (Запрещённая история. От вас это скрывают!). — 3000 экз. — ISBN 978-5-9955-0251-7.
- Пыхалов И. В. Великая оболганная война. — М.: Яуза, Эксмо, 2011. — 416 с. — (Великая оболганная война). — 3000 экз. — ISBN 978-5-699-48169-9.
- Пыхалов И. В. За что Сталин выселял народы. — М.: Яуза-Пресс, 2011. — 480 с. — (Сталина на вас нет!). — 3000 экз. — ISBN 978-5-995-50347-7.
- Пыхалов И. В. Самые подлые мифы о Сталине. Клеветникам Вождя. — М.: Яуза-Пресс, 2012. — 224 с. — (Сталина на вас нет!). — 3000 экз. — ISBN 978-5-995-50373-6.
- Пыхалов И. В. Клевета на Сталина. Факты против лжи о Вожде. — М.: Яуза-Пресс, 2012. — 224 с. — (Сталина на вас нет!). — 3100 экз. — ISBN 978-5-995-50362-0.
- Пыхалов И. В., Денисов И. СССР без Сталина. Крах СверхДержавы. — М.: Эксмо, Яуза, 2012. — 480 с. — (Как убили СССР. Преступление века). — 2300 экз. — ISBN 978-5-995-50409-2.
- Пыхалов И. В. Великая оболганная война. — М.: Яуза, Эксмо, 2012. — 576 с. — («Звёзды» военной истории). — 3100 экз. — ISBN 978-5-699-55243-6.
- Пыхалов И. В. Вся клевета на Сталина. Факты против лжи о Вожде. — М.: Яуза-Пресс, 2012. — 224 с. — (Запрёщенная история. От вас это скрывают!). — 2500 экз. — ISBN 978-5-995-50445-0.
- Пыхалов И. В., Лопуховский Л. „Умылись кровью“? Ложь и правда о потерях в Великой Отечественной войне. — М.: Эксмо, 2012. — 512 с. — (Великая Отечественная: Неизвестная война). — 2000 экз. — ISBN 978-5-699-58297-6.
- Пыхалов И. В. 1937. Как врут о «сталинских репрессиях». Всё было не так! — М.: Яуза-Пресс, 2012. — 256 с. — (Всё было не так! Как перевирают историю). — 2500 экз. — ISBN 978-5-9955-0495-5.
- Пыхалов И. В. Долг русского историка. Жизненный путь и труды В. С. Брачева. — МП «Астерион», 2012. — 240 с. — 400 экз. — ISBN 978-5-94856-946-8.
- Пыхалов И. В. Самые подлые мифы о Сталине. — М.: Эксмо, 2012. — 224 с. — (Запрещённая история. От вас это скрывают!). — 2500 экз. — ISBN 978-5-9955-0485-6.
- Пыхалов И. В. За что Сталин выселял народы. Сталинские депортации — преступный произвол или справедливое возмездие? — М.: Яуза-Пресс, 2013. — 480 с. — (Всё было не так! Как перевирают историю). — 2500 экз. — ISBN 978-5-9955-0500-6.
- Пыхалов И. В. Реванш Сталина. Вернуть русские земли! — М.: Алгоритм, 2013. — 480 с. — (Трагедии советской истории). — 3000 экз. — ISBN 978-5-4438-0261-9.
- Пыхалов И. В. Сталин без лжи. Противоядие от «либеральной» заразы. — М.: Яуза-Пресс, 2013. — 576 с. — (Вожди без лжи. Проклятие власти). — 3500 экз. — ISBN 978-5-9955-0531-0.
- Пыхалов И. В. Сталин без лжи. Вождь знал, как спасти Россию! — М.: Яуза-Пресс, 2013. — 576 с. — (Спасай Россию!). — 2000 экз. — ISBN 978-5-9955-0702-4.
- Пыхалов И. В. Финляндия: государство из царской пробирки / Предисл. Дмитрий Goblin Пучков. — СПб.: Питер, 2019. — 288 с. — (Разведопрос). — ISBN 978-5-4461-1289-0.

### Статьи
- Пыхалов И. Каковы масштабы «сталинских репрессий»?
- Пыхалов И. Берия и чистка в НКВД
- Пыхалов И. Правда и ложь о советских военнопленных // Спецназ России, 2005, № 9 (перепечатана в газете «Русский вестник» № 15, 2007)
- Пыхалов И. За что Сталин выселял народы (о депортациях чеченцев и ингушей, прибалтов и крымских татар)
- Пыхалов И. Степные каратели Европы: часть 1; часть 2
- Пыхалов И. Местечковые страсти в чеченских горах
- Пыхалов И. История одной фальшивки (копия: История одной фальшивки)
- Пыхалов И. Царицынские призраки
- Пыхалов И. Демографический этюд (о «методах» эмигрантского демографа И. А. Курганова)
- Пыхалов И. Государство из царской пробирки: часть 1; часть 2
- Пыхалов И. Либерализм как психическое расстройство
- Пыхалов И. Закон о пяти колосках
- Пыхалов И. Был ли Маннергейм «спасителем Ленинграда»?